# Templos de Tarxien
Os Templos de Tarxien situados em Tarxien, Malta, fazem parte dum complexo megalítico construído apróximadamente em 2800 a. C.. Desde 1992 os templos de Tarxien fazem parte do conjunto de Templos megalíticos de Malta, incluídos na lista do Património mundial da humanidade da UNESCO. Esse ano cinco novos templos, situados em Gozo e Malta, juntaram-se ao Templo de Ġgantija, na ilha de Gozo, que jà tinha sido declarado como património em 1980.

## Outros templos ou sítios arqueológicos de Malta
- Mnajdra
- Ħaġar Qim
- Ta' Ħaġrat
- Skorba
- Ġgantija
- Hypogeum de Ħal-Saflieni